# Starschi praporschtschik
Starschi praporschtschik (russisch старший прапорщик, de. Übersetzung Oberfähnrich) bezeichnet in den Streitkräften Russlands, aber auch einer Reihe weiterer Länder  den zweiten Rang der Dienstgradgruppe der Praporschtschiks (Fähnriche). Die Laufbahn ist äquivalent zur Chorąży-Laufbahn in Polen und einer Reihe weiterer Länder, jedoch nicht mit dem Dienstgrad Fähnrich der Bundeswehr. Die Nationale Volksarmee der DDR wiederum hatte ebenfalls eine Laufbahngruppe der Fähnriche.
Die Stellung der Laufbahngruppe gemäß NATO-Rangcodes WO oder OR in englischsprachigen Streitkräften wäre mit dieser Dienstgradgruppe am ehesten vergleichbar. 

## Rangbezeichnungen in anderen Ländern
In den nachstehenden Ländern sind die Schreibweisen bis hin zur Einordnung in das Ranggefüge nahezu gleich oder zumindest sehr ähnlich.
- Slowakei ⇒ slowakisch Nadpráporčík
- Slowenien ⇒ slowenisch Višji praporščak
- Litauen ⇒ litauisch Vyresnysis praporščikas
- Tschechien ⇒ tschechisch Nadpraporčík
- Kasachstan,  Russland,  Ukraine,  Belarus,  Russland ⇒ Starschi praporschtschik (russisch Старший прапорщик)

## Sowjetunion
1981 wurden in Erweiterung der Laufbahngruppen Praporschtschik und Mitschman die beiden Ränge Starschi praporschtschik beziehungsweise Starschi mitschman der  Kriegsmarine eingeführt. Die Dienstgrade und die jeweilige Dienstgradgruppe wurden in den Streitkräften der Russischen Föderation übernommen.